# Chris Haughton
Pour les articles homonymes, voir Haughton.
Chris Haughton, né en 1978 à Dublin est un auteur jeunesse, illustrateur et designer irlandais.

## Biographie
Chris Haughton est publicitaire,, dessinateur de presse (pour The Guardian notamment) et graphiste. 
Il s'installe en travailleur indépendant en 2012, et « il a fait partie de la sélection du Time Magazine des 100 principaux designers mondiaux, pour son travail avec la société de commerce équitable People Tree (en) ».
Il se lance dans la création et l'illustration d'ouvrages jeunesse au début des années 2010. Ses ouvrages jeunesse ont reçu de nombreux prix.
Ses ouvrages sont traduits dans plusieurs langues, et ses traductions françaises sont publiées par les éditions Thierry Magnier.
En 2017, il crée Little Earth, « un livre jeunesse en réalité virtuelle sur le changement climatique ».
Chris Haughton vit à Londres.

## Œuvre
Les albums jeunesse de Chris Haughton se caractérisent par une narration minimaliste, avec une langue orale et des répétitions scandées tout au long de l'histoire, et des dessins très colorés dans lesquels se cachent souvent des détails (ombres de personnages notamment).
Un peu perdu (2011) met en scène une petite chouette tombée du nid, à la recherche de sa mère perdue. Un écureuil l'aide à la retrouver. La petite chouette lui donne des caractéristiques de sa mère, et l'écureuil la conduit d'abord successivement auprès du lapin, de l'ours ou de la grenouille. L'album a été adapté en court métrage d'animation.
Oh non George ! (2012, 2016 pour la traduction française) raconte l'histoire d'un chien qui, bien que de bonne volonté, ne parvient pas à se retenir de faire des bêtises. Peiné par cette situation, il fait de gros efforts pour se retenir d'en faire de nouvelles, encouragé par des phrases répétées au fil des pages ("oh non George !" ou bien "Bravo George !"). L'album se termine par une fin ouverte, où l'on ne sait pas si George réussira à se retenir de la dernière bêtise de l'histoire.
Dans Chut ! On a un plan (2014, 2015 pour la traduction française), trois personnages cherchent à capturer des animaux. Leur plan échoue à chaque fois. Ils finissent par se faire attaquer par des oiseaux, bien décidés à ne pas se laisser faire.
Dans Pas de panique petit crabe (2019), un crabe accompagne son enfant en mer. Le petit crabe est d'abord craintif et se méfie des grandes vagues. Une fois dans l'eau, il ne souhaite plus remonter à la surface.
Et si ? (2021) relate l'aventure de trois petits singes imprudents, qui s'aventurent dans la forêt pour aller chercher des mangues et des bananes, sans écouter les consignes de leur mère. Ils se font attaquer par des tigres, qu'ils ne voyaient pas alors qu'ils étaient pourtant tapis dans la jungle et alors que leur mère les avait mis en garde. Ils s'échappent de justesse.
Dans Bravo, maman manchot ! (2023), un petit pingouin suit les aventures de sa mère partie pêcher du poisson pour le nourrir. Elle rencontre plusieurs obstacles sur le chemin, notamment une attaque de phoque, mais parvient à rejoindre son enfant pour lui donner un poisson. Une fois le poisson mangé, l'enfant lui en redemande un autre.

## Prix et distinctions
Liste non exhaustive
La liste exhaustive des prix et nominations est disponible sur la page dédiée du site de l'auteur.
- CBI Book of the Year Awards (en) 2011 pour Un peu perdu
- CBI Book of the Year Awards (en), première œuvre, 2011 pour Un peu perdu
- Prix Sorcières 2012, Catégorie Tout-Petits, pour Un peu perdu
- Prix P'tits Mômes 2012[3] pour Un peu perdu
- Nomination Waterstones Children's Book Prize (en) 2012 pour Un peu perdu
- (international) « Honour List » 2012[10] de l' IBBY pour Un peu perdu
- Nomination Irish Book Awards 2012, catégorie Children's Book, pour Un peu perdu
- Prix Andersen (it) 2013[11] pour Un peu perdu
- Nomination Médaille Kate Greenaway 2013[12] pour Oh non, George !
- Nomination Waterstones Children's Book Prize (en) 2012 pour Oh non, George
- Irish Book Awards 2014, catégorie Children's Book[13] pour Chut ! On a un plan
- Nomination Cybils Award (en) 2014[14], catégorie Fiction Picture Books, pour Un peu perdu
- Finaliste Cybils Award (en) 2014[15], catégorie Book Apps, pour son application Le singe au chapeau
- Sélection Pépite de la création numérique 2014[16], Salon du livre et de la presse jeunesse pour son application Le singe au chapeau
- Chen Bochui international 2015[17], catégorie Album, pour Chut ! On a un plan
- Cybils Award (en) 2014[18], catégorie Fiction Picture Books, pour Chut ! On a un plan
- Prix Bernard Versele 2016, Catégorie 1 chouette, pour Un peu perdu
- Prix Bernard Versele 2016, Catégorie 2 chouettes, pour Chut ! On a un plan
- Prix des Incorruptibles 2016[19], Catégorie Maternelle pour Chut ! On a un plan
- Nomination Irish Book Awards 2016, catégorie Children's Book, pour Bonne nuit tout le monde
- CBI Book of the Year Awards (en) 2017[20] pour Bonne nuit tout le monde
- Nomination Médaille Kate Greenaway 2017[21] pour Bonne nuit tout le monde
- Prix Libbylit 2022[22] délivré par l' IBBY, catégorie Petite enfance, pour Et si ?
- Finaliste Prix des libraires du Québec 2022 catégorie Hors Québec - Jeunesse[23] pour Et si ?
- Prix Bernard Versele 2023[24] catégorie 1 chouette, pour  Et si ?

Participations événementielles
- 2017 :  Juré du Golden Pinwheel Young Illustrators Award (en)

## Œuvre

### Auteur-illustrateur
- (en) Little Owl lost, 2010 ; rééd. sous le nouveau titre (en) A bit lost, 2011
  - Un peu perdu[5], éditions Thierry Magnier, 2011
- (en) Oh no, George !, 2012
  - Oh non, George ![4], Thierry Magnier, 2012 ; rééd. Magnard, 2016
- (en) Shh! We Have a Plan, 2014
  - Chut ! On a un plan, Thierry Magnier, 2015
- (en) Goodnight Everyone, 2016
  - Bonne nuit tout le monde[25], Thierry Magnier, 2016
- (en) Don't worry, Little crab, 2019
  - Pas de panique, petit crabe, Thierry Magnier, 2019
- (en) Maybe..., 2021
  - Et si ?[26], Thierry Magnier, 2021
- (en) Well done, mommy pengouin, 2023
  - Bravo Maman Manchot[27], Thierry Magnier, 2023

### Jeu d'application mobile
- (en) Hat Monkey, 2014 ; éditeur : Fox and Sheep (Allemagne), format : application (Appstore)
  - Le singe au chapeau

### Ouvrage en réalité virtuelle
- (en) Little Earth[7], 2017